# 2e régiment du génie
Pour le régiment de la Légion étrangère, voir 2e régiment étranger de génie.
Le 2e régiment du génie, créé le 12 mai 1814 par ordonnance royale à partir des bataillons de sapeurs et de mineurs qui avaient participé aux campagnes de la Révolution et de l'Empire, le 2e régiment du génie participe à toutes les campagnes militaires du XIXe siècle. Il était le régiment de tradition de la ville de Metz. Intimement lié à cette ville, il en a partagé durant 184 ans les joies et les épreuves. Sa devise « Lorraine me garde » marquait son attachement à sa région et à son histoire.
Il rejoint Montpellier en 1875 et comporte en 1914 3 bataillons et une section de sapeurs conducteurs. À la déclaration de guerre, le régiment est dissous et forme un centre mobilisateur qui prendra en charge 150 unités de toutes spécialités. Reconstitué le 15 novembre 1919 à Montpellier (caserne de la citadelle), 2 compagnies œuvrent au Maroc en 1925-26 et une dans les Alpes. En avril 1929, le 2ème RG laisse sa place au 28ème RG à Montpellier alors que le 9ème RG de Metz prend l'appellation de 2ème RG le 1er mai 1929. En 1932 il compte 10 compagnies de sapeurs mineurs, dont 4 de forteresse et 3 d'électromécaniciens. Comme tous les régiments du génie, le 2e Régiment du Génie de Metz disparaît à la mobilisation pour donner naissance au centre mobilisateur puis au Dépôt de Guerre du Génie n°2, donnant naissance à de multiples unités formant corps dont le 221e bataillon de forteresse affecté à la Région Fortifiée de Metz. Recréé dans l'armée d'armistice à Montpellier et rattaché à la 16ème division, il est constitué de trois compagnies de SCF, les compagnies 2/2, 2/11 et 2/12. La compagnie 2/2, ex 558ème SCF, travaille dans le secteur de Sainte-Menehould puis à partir de septembre 1941 vers Châlons-sur-Saône. Elle rejoindra la zone libre en novembre 1941. Le bataillon est dissous en novembre 1942, comme le reste des unités de l'armée d'armistice. Le Centre d'Organisation du Génie n° 522 créé après guerre est transféré à Metz en septembre 1945 et donnera naissance au 2ème Régiment du Génie le 1er janvier 1946. Il est composé d'un bataillon de sapeurs mineurs, d'un bataillon d'électromécaniciens et d'un bataillon d'intervention, le 33ème BG (ex 87ème BG). Devenu régiment d'aide au déploiement de la brigade génie en 1998, il se spécialise dans la production d'eau et d'énergie ainsi que dans le contre minage. Il est dissous le 16 juin 2010, ses compagnies spécialisées disséminées au sein des autres régiments du génie.
Son héritier est le 1er régiment du service militaire volontaire (1er RSMV) de Montigny-lès-Metz.

## Chef de corps
- 1814: colonel Prost
- 1816: colonel Rouhault de Fleury
- 1823: colonel Vainsot
- 1827: colonel Thuillier
- 1830: colonel Cournault
- 1836: colonel Jean Baptiste Philibert Vaillant
- 1838: colonel Morvan
- 1839: colonel Dorlodot des Essarts
- 1846: colonel Niel
- 1849: colonel Bouteilloux
- 1854: colonel Dejean
- 1859: colonel Ducasse
- 1864: colonel Doutrelaine
- 1864: colonel Boissonnet
- 1866: colonel Duval
- 1869: colonel Teissier
- 1875: colonel Brunon
- 1880: colonel Coste
- 1881: colonel Faugeron
- 1885: colonel Riondel
- 1887: colonel Chery
- 1890: colonel Percin
- 1893: colonel Philippe
- 1894: colonel Toulza
- 1895: colonel Pamard
- 1897: colonel Marga
- 1900: colonel Marcy
- 1902: colonel Azibert
- 1905: colonel De Bellegarde
- 1908: colonel Franck
- 1909: colonel Cayatte
- 1913: colonel Pages
- 1920: colonel Largier
- 1922: colonel Campa
- 1925: colonel Dorbeau
- 1927: colonel Oppermann
- 1929: colonel Hayot
- 1931: colonel Mouton
- 1933: colonel Dumontier
- 1936: colonel Mouflard
- 1938: colonel Cande
- 1939: colonel Devisme
- 1940: chef de bataillon Le Boursicot
- 1942: chef de bataillon Serre
- 1944: colonel Guet
- 1946: lieutenant-colonel Villette
- 1947: lieutenant-colonel Bergeon
- 1948: colonel Perrin
- 1951: colonel Nicolas
- 1951: colonel Quere
- 1953: colonel Plenier
- 1955: colonel Roque
- 1957: colonel Rousset
- 1959: lieutenant-colonel Anglard
- 1962: colonel Villeval
- 1964: colonel Frossard
- 1966: colonel Bure
- 1967: colonel D'Erceville
- 1969: colonel Leconte
- 1971: colonel Maury
- 1973: colonel Dorange-Pattoret
- 1975: colonel Humbert
- 1977: colonel Delorme
- 1979: colonel Jorrion
- 1981: colonel Ceccaldi
- 1983: colonel Poulot
- 1985: colonel Jouishomme
- 1988: colonel Vincent
- 1990-1992: colonel Mouton
- 1992-1994: colonel Veyrat
- 1994-1996 : colonel Pernel
- 1996-1998: colonel Hommey
- 1998-2000: colonel Richard
- 2000-2002: colonel Serveille
- 2002-2004: colonel Charnin
- 2004-2006: colonel Coural
- 2006-2008: colonel Bay
- 2008-2010: colonel Gallineau

## Historique des garnisons, combats et batailles

### Guerres de l'Empire
Le 16 juin 1815, Le second régiment du génie est présent à la Bataille de Ligny.

Le 18 et 19 juin, le jour de la Bataille de Waterloo, il s'est trouvé au combat de Wavre sous les ordres du Maréchal Grouchy. Pendant la retraite sur Paris, à Villers-Cotterêts à 3h du matin, Le Lieutenant Grivet du deuxième régiment du génie a contribué à la tête d'une vingtaine de sapeurs; à protéger la retraite du Maréchal Grouchy qui se trouvait coupée.

### Deuxième République
En 1849, il fait partie du corps expéditionnaire de la Méditerranée envoyé combattre la République romaine et participe au siège de Rome.
Une partie de l'Unité est envoyée au Siège de Zaatcha, oasis fortifiée qui nécessite d'importants travaux du génie.

### Second Empire
- Guerre franco-prussienne de 1870
  - Bataille de Frœschwiller-Wœrth

### De 1871 à 1914
Vers 1900, toutes les troupes du Génie hors métropole sont gérées par le 2e RG. À cette époque, il existe un seul bataillon installé en Afrique du Nord, le 26e bataillon du Génie qui appartient au 2e RG, mais dont les éléments constitutifs proviennent d'autres régiments stationnés en métropole. Les compagnies et éléments de soutien sont répartis entre Hussein-Dey (Algérie), Bizerte (Tunisie) et Rabat (Maroc).
Le 26e bataillon du 2e RG est dissous en avril 1914 et fait place aux 19e et 29e bataillons implantés en Afrique du Nord. Le 19e Bataillon formant Corps à Hussein-Dey Algérie, et le 29e Bataillon formant Corps à Bizerte Tunisie. Les compagnies présentes à Hussein-Dey et à Bizerte changent de numéro et deviennent 19/x et 29/x et les compagnies engagées au Maroc gardent leur numérotation d'origine mais le numéro est suivi de la lettre "M".

### Première Guerre mondiale

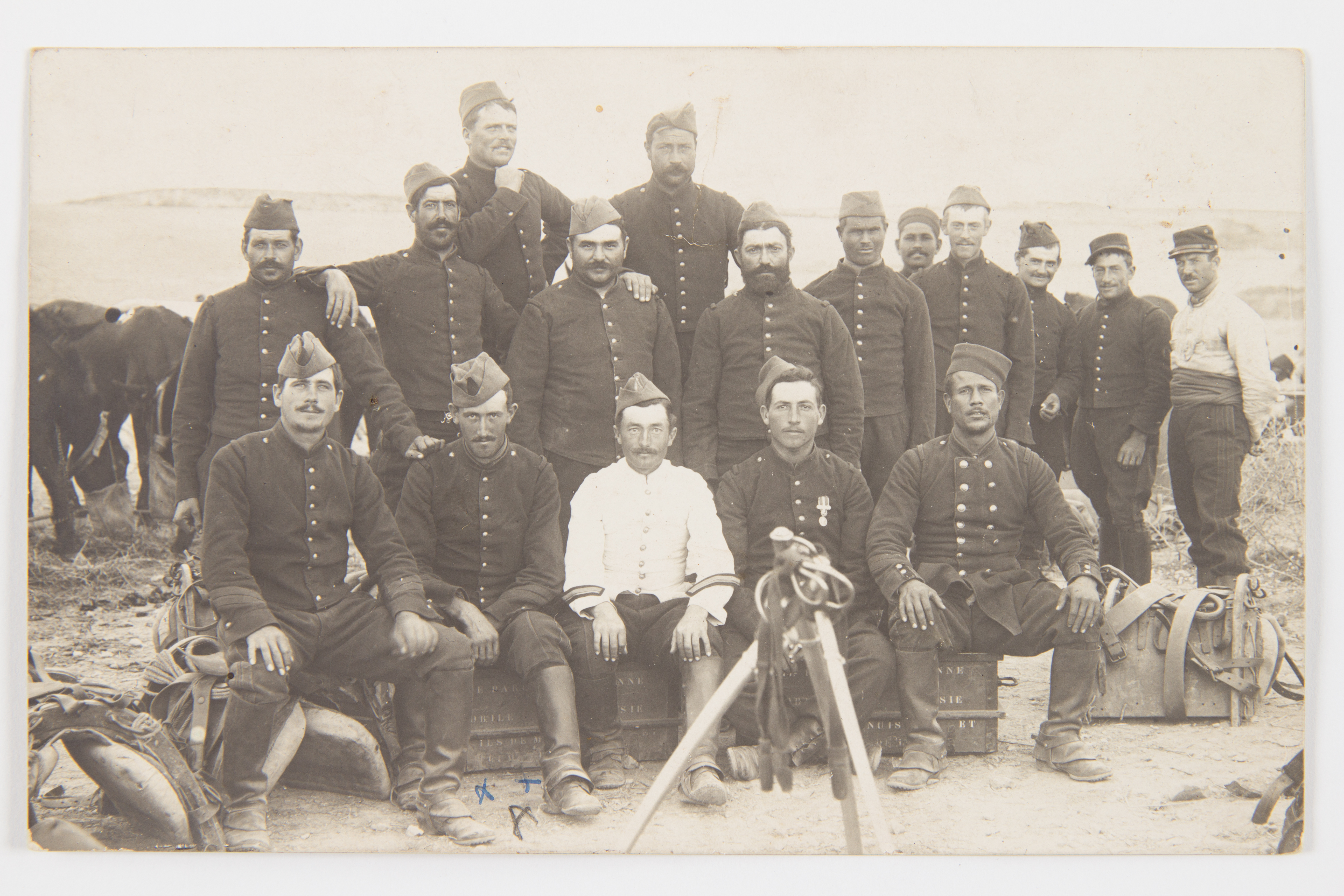
Soldats du 2e génie à Bizerte en 11/1914.

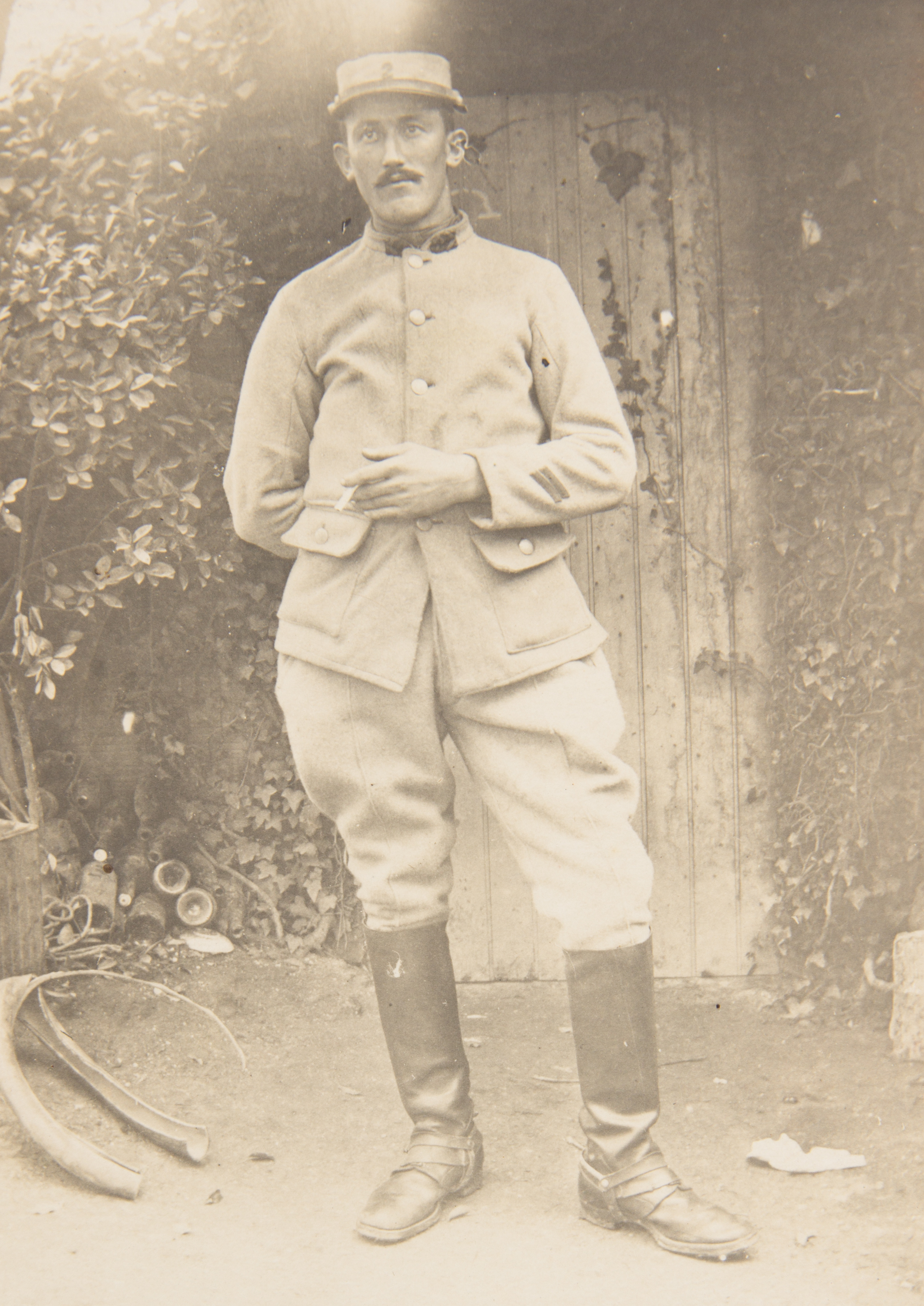
Un soldat du 2e génie photographié en octobre 1915 en France.

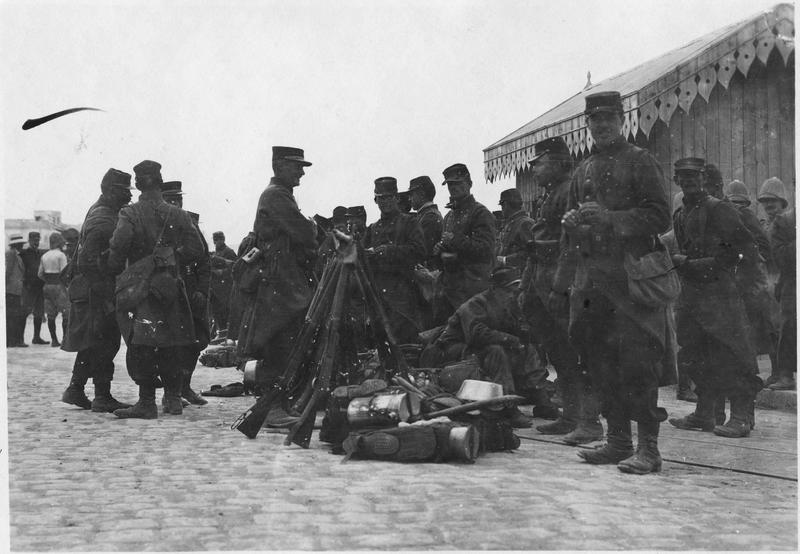
Embarquement de soldats du 2e génie à Casablanca en mai 1916.

En garnison à Montpellier - À la déclaration de guerre, il est dissous, et laisse place à un dépôt de guerre du Génie. Il est constitué de compagnies divisionnaires et de corps d'armée, formées depuis 1871, appartenant aux 16e, 17e et 18e bataillons du génie,.

#### Compagnies du régiment durant la guerre
Rattachement de ses unités à la mobilisation :
- Compagnie 16/1: Cie Active – Cie Divisionnaire Ire Armée / 16e Corps d'Armée / 31e Division d'Infanterie
- Compagnie 16/2: Cie Active – Cie Divisionnaire Ire Armée / 16e Corps d'Armée / 32e Division d'Infanterie
- Compagnie 16/3: Cie Active – Cie Corps d'Armée Ire Armée / 16e Corps d'Armée
- Compagnie 16/4: Cie Réserve – Cie Corps d'Armée Ire Armée / 16e Corps d'Armée
- Compagnie 16/16: Cie Réserve - Cie d'équipage de pont Ire Armée / 16e Corps d'Armée
- Compagnie 16/21: Cie Réserve - Cie de Parc Ire Armée / 16e Corps d'Armée

- Compagnie 17/1: Cie Active – Cie Divisionnaire
- Compagnie 17/2: Cie Active – Cie Divisionnaire
- Compagnie 17/3: Cie Active – Cie Corps d'Armée
- Compagnie 17/4: Cie Réserve – Cie Corps d'Armée
- Compagnie 17/16: Cie Réserve - Cie d'équipage de pont
- Compagnie 17/21: Cie Réserve - Cie de Parc

- Compagnie 18/1: Cie Active – Cie Divisionnaire IIe Armée / 18e Corps d'Armée / 25e Division d'Infanterie
- Compagnie 18/2: Cie Active – Cie Divisionnaire IIe Armée / 18e Corps d'Armée / 36e division d'infanterie
- Compagnie 18/3: Cie Active – Cie Corps d'Armée IIe Armée / 18e Corps d'Armée
- Compagnie 18/4: Cie Réserve – Cie Corps d'Armée : IIe Armée / 18e Corps d'Armée
- Compagnie 18/16: Cie Réserve - Cie d'équipage de pont : IIe Armée / 18e Corps d'Armée
- Compagnie 18/21 : Cie Réserve - Cie de Parc : IIe Armée / 18e Corps d'Armée

- 26e bataillon : Les compagnies du 26e bataillon appartiennent au 29e bataillon autonome du Génie à Bizerte (Tunisie), mais inscrites à l'ordre de bataille du Dépôt du 2e RG à Montpellier : Compagnies 26/2 M, 26/3 M 26/3M (13e Corps d'Armée, 120e Division d'Infanterie), 26/4 M, 26/6 M, 26/56 M, 26/21 M . Le 'M' signifie 'marocain', et indique que ces compagnies sont des éléments du Corps Expéditionnaire engagé au Maroc depuis 1908. Le 29e ex-26e rejoindra la métropole, puis ira combattre en Serbie et finira la campagne devant Odessa (Ukraine) en janvier 1919 avant d'être rapatrié sur le Liban à Beyrouth en 1920.

- Pour mémoire : Le 19e BG est engerbé avec la 19e DICM. Compagnie 19/2 : IIe Armée / 9e Corps d'Armée / Division Marocaine.

#### 1916

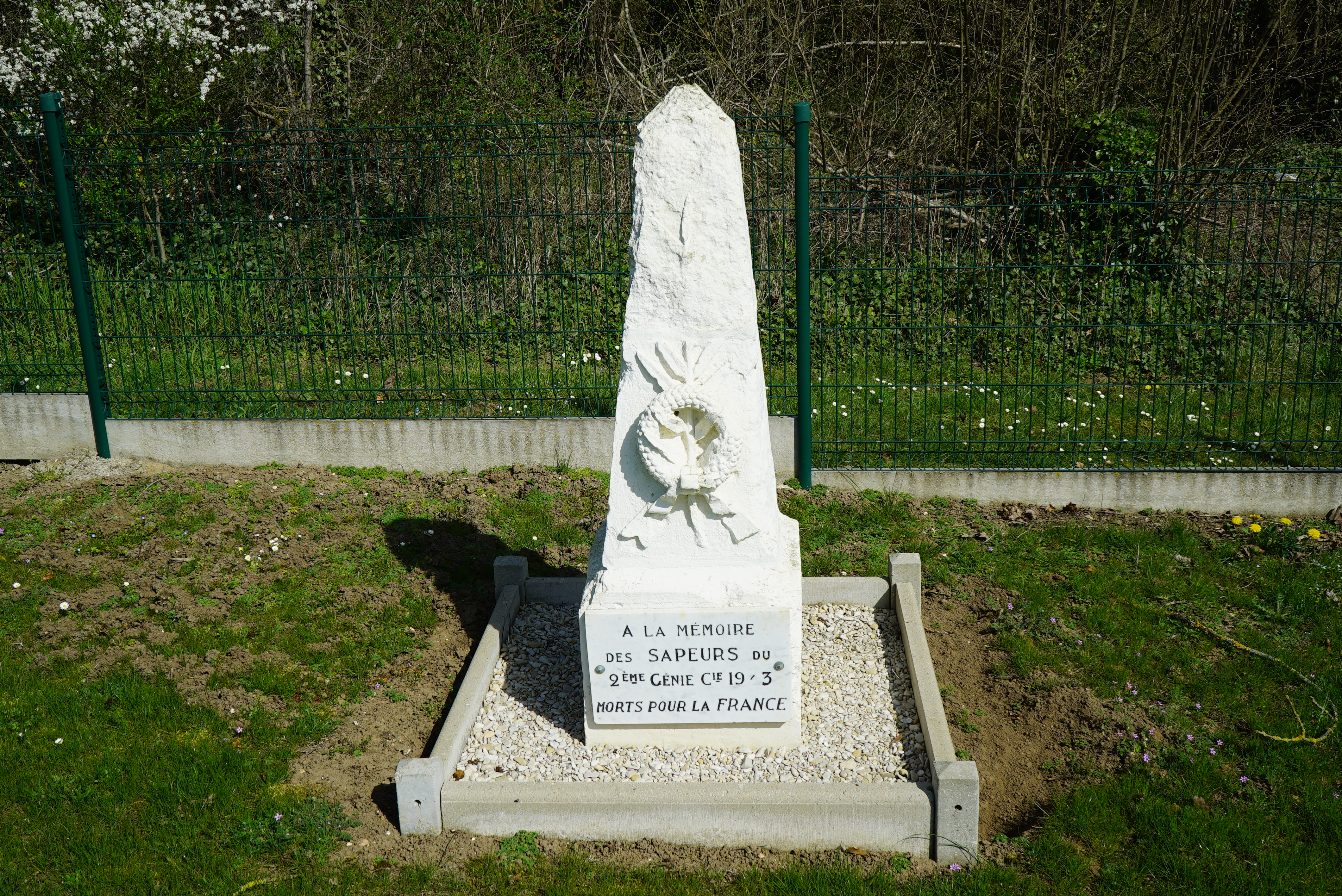
Mémorial pour la participation aux guerres de sapes de Cote 108.

- Bataille de Verdun (1916)

### Entre-deux-guerres

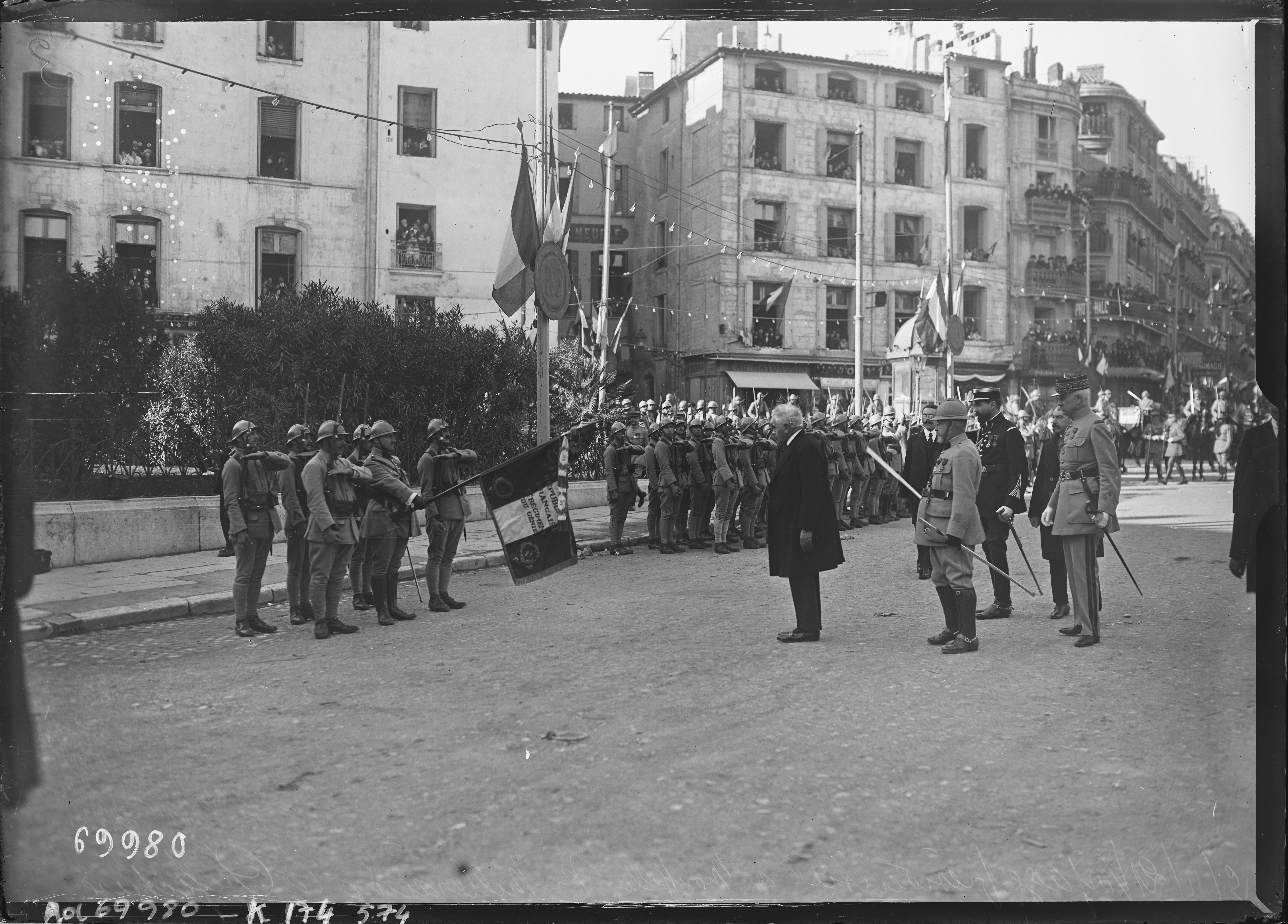
Le 2e génie et son drapeau accueillent le président Alexandre Millerand le 5/11/1921 à Montpellier.

L'unité est de nouveau éparpillée en sections, depuis Metz, dans les ouvrages de la ligne Maginot où elle sert pour les usines électriques et l'entretien mécanique des ouvrages et des pièces[réf. nécessaire].

### Seconde Guerre mondiale
Le régiment y sert jusqu'à l'Armistice de juin 1940.

### De 1945 à 2010
Le 2e régiment du génie prend ses quartiers dans la caserne Séré-de-Rivières à Metz.
Il a pour mission principale le franchissement de rivières et, à ce titre, compte des engins spécialisés de type Pont Gillois, pont mobile, etc.
Devenu en 1998, le régiment d'aide au déploiement de la brigade du génie, il participe durant de nombreuses années aux opérations extérieures.
Le 2e Régiment du Génie se composait alors de sept compagnies dont une unité de réserve :
- une compagnie de commandement et de logistique ;
- une compagnie de production d'énergie (971 CE) ;
- deux compagnies de production d'eau (972 CPE et 974 CPE) ;
- une compagnie d'infrastructure opérationnelle (973 CIO) ;
- une compagnie d'administration et de soutien ;
- une unité d'intervention de réserve (5 UIR).

À la suite de la réforme des armées lancée en 2008 après l'adoption du livre blanc sur la défense, le 24 juillet 2008, François Fillon (Premier ministre) et Hervé Morin (ministre de la Défense) ont annoncé que le 2e RG sera dissous en 2010. Ainsi, les deux compagnies de production d'eau ont été réparties entre les autres régiments du Génie dès l'été 2009. La compagnie de production d'énergie et la compagnie d'infrastructure opérationnelle déménageront au 6e régiment du Génie fin juin 2010. La compagnie de réserve est mutée à partir du 1er juillet 2010 au sein du 3e régiment de hussards. Le régiment, vieux de près de 200 ans, sera ainsi dissous fin juin 2010. Le 16 juin 2010 : cérémonie de dissolution 2e RG. Le 3e régiment de hussards s'installe sur le site de la caserne Séré-de-Rivières.
Entre 1967 et 1981, le régiment prend possession d'une carrière à Mesnil-le-Roi, aucune activité n'est attestée en ce lieu dans les archives du régiment.

### Depuis 2017
Le 26 avril 2017, le 1er régiment du service militaire volontaire de Montigny-lès-Metz reçoit la garde du drapeau du 2e régiment du génie.

## Missions avant la dissolution
Produire et distribuer de l'énergie électrique grâce aux électromécaniciens et aux groupes électrogènes de 80 kW et 400 kW.
Produire de l'eau potable et sanitaire par des spécialistes eau servant les matériels de traitement de l'eau.
Réhabiliter les bâtiments partiellement détruits ou mettre en place des bungalows pour l'hébergement des forces déployées grâce aux spécialistes infrastructure opérationnelle et aux ateliers tous corps d'état.
Participer à la protection des forces déployées par la réalisation d'ouvrages grâce à l'action de spécialistes travaux servant des engins de chantier.

## Drapeau

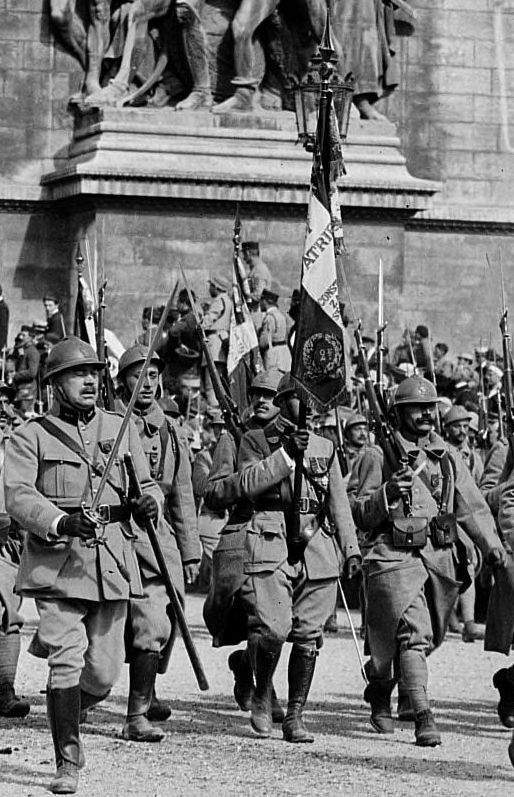
Le drapeau du 2e génie lors du défilé de la Victoire le 14 7 1919.

Il porte, cousues en lettres d'or dans ses plis, les inscriptions suivantes, :
- Constantine 1837
- Zaatcha 1849
- Sébastopol 1854-1855
- Puebla 1863
- Belfort 1870-1871
- Champagne 1915
- Dardanelles 1915
- Verdun-La Somme 1916
- L'Aisne-Noyon 1917-1918
- AFN 1952-1962

## Insignes

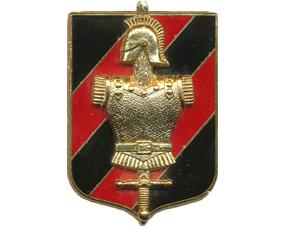
Insigne de la brigade du génie.

## Devise
La devise du 2e régiment du génie est « Lorraine me garde ».

## Personnalités ayant servi au2eRG

### Compagnons de la Libération
- Irénée Cros (1887-1943) ;
- Jean Moulin (1899-1943) fut caporal au 2e Génie (17/04/1918-15/07/1919)[10] ;
- Gilbert Parazols (1903-1974) ;
- André Varnier (1914-1949).

### Autres personnalités
- Eugène Cavaignac (1802-1857), alors lieutenant puis capitaine ;
- Aristide Denfert-Rochereau (1823-1878), alors lieutenant ;
- Joseph Joffre (1852-1931), alors sous-lieutenant.

## Sources et bibliographie
- Historique du 2e régiment du génie pendant la campagne 1914-1918 sur Gallica
- Manuel complet de fortification par H. Plessix et É. Legrand-Girarde. 3e édition 1909 la 4e partie, page 743 et suivante, traite de l'organisation du Génie, des missions et travaux du Génie.
- Précis des unités du Génie de 1793 à 1993 (ND) par le Cne(er) Giudicelli et le Maj(er) Dupire.